# Javier Aguirresarobe
Javier Aguirresarobe Zubía (* 1. Januar 1948 in Eibar, Spanien) ist ein spanischer Kameramann.

## Leben
Aguirresarobe wurde 1948 im baskischen Éibar geboren. Er studierte Optik sowie Journalismus und schrieb sich danach in der Escuela Oficial de Cine ein, die er 1973 abschloss. 1978 arbeitete er erstmals als Kameramann an einem Spielfilm, ¿Qué hace una chica como tú en un sitio como éste?. Insgesamt war er an mehr als 90 Produktionen beteiligt.
Aguirresarobe wurde bisher mit sechs Goyas für die beste Kamera ausgezeichnet. Mit den sechs Auszeichnungen ist er Rekordhalter bei diesem Wettbewerb. 2002 und 2004 wurde er für den Europäischen Filmpreis nominiert.

## Filmografie (Auswahl)
- 1978: ¿Qué hace una chica como tú en un sitio como éste?
- 1984: Der Tod des Mike (La muerte de Mikel)
- 1986: 27 Stunden (27 horas)
- 1992: Das Licht des Quittenbaums (El sol de membrillo)
- 1993: Die tote Mutter (La madre muerta)
- 1993: Fluchtpunkt (O Fio do Horizonte)
- 1994: Deine Zeit läuft ab, Killer (Días contados)
- 1995: Fiesta
- 1997: Geheimnisse des Herzens (Secretos del corazón)
- 1998: Das Mädchen deiner Träume (La niña de tus ojos)
- 2000: Salsa und Amor (Salsa)
- 2001: The Others
- 2002: Sprich mit ihr (Hable con ella)
- 2003: Der kleine Scheißer (Mauvais esprit)
- 2004: Das Meer in mir (Mar Adentro)
- 2004: Die Brücke von San Luis Rey (The Bridge of San Luis Rey)
- 2005: Obaba
- 2006: Goyas Geister (Los fantasmas de Goya)
- 2008: Vicky Cristina Barcelona
- 2009: The City of Your Final Destination
- 2009: The Road
- 2009: New Moon – Biss zur Mittagsstunde (The Twilight Saga: New Moon)
- 2010: Eclipse – Biss zum Abendrot (The Twilight Saga: Eclipse)
- 2011: Fright Night
- 2012: Fast verheiratet (The Five-Year Engagement)
- 2013: Voll abgezockt (Identity Thief)
- 2013: Warm Bodies
- 2013: Blue Jasmine
- 2015: Poltergeist
- 2015: Gänsehaut (Goosebumps)
- 2016: The Finest Hours
- 2017: Thor: Tag der Entscheidung (Thor: Ragnarok)
- 2018: Das etruskische Lächeln (The Etruscan Smile)
- 2018: Operation Finale
- 2018: Im Hier und Jetzt – Der beste Tag meines Lebens (Here and Now)
- 2019: Dora und die goldene Stadt (Dora and the Lost City of Gold)
- 2022: Across the River and Into the Trees
- 2022: Lyle – Mein Freund, das Krokodil (Lyle, Lyle, Crocodile)
- 2024: Afraid

## Auszeichnungen (Auswahl)
Goya
- 1988: Nominierung in der Kategorie Beste Kamera für El bosque animado
- 1992: Beste Kamera für Beltenebros
- 1994: Nominierung in der Kategorie Beste Kamera für Die tote Mutter
- 1995: Nominierung in der Kategorie Beste Kamera für Deine Zeit läuft ab, Killer
- 1996: Beste Kamera für Antártida
- 1997: Beste Kamera für El perro del hortelano
- 1999: Nominierung in der Kategorie Beste Kamera für Das Mädchen deiner Träume
- 2002: Beste Kamera für The Others
- 2004: Beste Kamera für Soldados de Salamina
- 2005: Beste Kamera für Das Meer in mir
- 2006: Nominierung in der Kategorie Beste Kamera für Obaba

Weitere
- 1992: Silberner Bär bei den Internationalen Filmfestspielen Berlin für Beltenebros
- 1996: Jury-Preis in der Kategorie Beste Kamera beim Internationalen Filmfestival von San Sebastián für Bwana
- 1997: Beste Kamera beim Sitges Film Festival für 99,9